# Kerstin Thurow
Kerstin Thurow (* 3. Oktober 1969 in Rostock) ist eine deutsche Ingenieurwissenschaftlerin mit Schwerpunkt Automatisierungstechnik und seit 1999 Professorin für Automatisierungstechnik/Life Science Automation an der Fakultät für Informatik und Elektrotechnik der Universität Rostock.

## Leben
Nach ihrem Abitur 1988 studierte Thurow an der Universität Rostock Chemie. 1992 bis 1994 wechselte sie für ihr Promotionsstudium in den Fachbereich Chemie und Pharmazie an die Universität München. 
Danach kehrte sie nach Rostock zurück, 1995 bis 1997 war sie wissenschaftliche Mitarbeiterin am Fachbereich Elektrotechnik der Universität Rostock. Es folgten 1997 bis 1999 eine Anstellung als stellvertretende Institutsleiterin bzw. geschäftsführende Direktorin des Instituts für Mess- und Sensorsysteme e.V., seit 2000 gehört sie dem Vorstand des Vereins an. 
1999 habilitierte Thurow mit nur 29 Jahren in den Ingenieurwissenschaften und wurde auf den deutschlandweit ersten Lehrstuhl für Laborautomation an der Universität Rostock berufen. Seit 2000 ist sie Direktorin des Institutes für Automatisierungstechnik der Universität Rostock. 2004 folgte die Professur für Automatisierungstechnik/Life Science Automation.

## Preise und Auszeichnungen
- Digitaler Präventionspreis AOK Leonardo für Entwicklung "Mobiler Gesundheitsmanager", 2012[1]
- Mitglied acatech, 2005
- Unternehmerin des Jahres, Unternehmerpreis Hansestadt Rostock, 2005[3]
- Joachim Jungius Award der Joachim-Jungius-Gesellschaft der Wissenschaften Hamburg, 2004[4]
- Gründungsmitglied der Akademie der Wissenschaften in Hamburg, 2004

## Publikationen (Auswahl)
- mit E. Schmidt, N. Stoll: Isotope Pattern Evaluation for the Reduction of Elemental Compositions assigned to High Resolved Mass Spectral Data from Electrospray Ionization Fourier Transform Ion Cyclotron Resonance Mass Spectrometry. In: Journal of the American Society for Mass Spectrometry. 17 (12), 2006, S. 1692–1699. doi:10.1016/j.jasms.2006.07.022
- mit N. Stoll: Process Management Using Information Systems - Principles and Systems. In: R. Felder, M. Alwan, M. Zhang: Systems Engineering Approach to Medical Automation. Chapter 12, Artech House, Boston 2008, ISBN 978-1-59693-164-0, S. 183–195.
- mit H. Liu, M. Stoll, S. Junginger: Mobile Robot for Life Science Automation. In: International Journal of Advanced Robotic Systems. 10, 2013, S. 1–14.
- mit Ü. Kolukisaoglu: Future and Frontiers of Automated Screening in Plant Sciences. In: Plant Science. 178 (6), 2010, S. 476–484. doi:10.1016/j.plantsci.2010.03.006
- Life Sciences heute – Symbiose aus Naturwissenschaft, Medizin und Technik. In: T. Klie, M. Kumlehn, R. Kunz, T. Schlag: Lebenswissenschaft Praktische Theologie?! de Gruyter, Berlin / New York 2010, ISBN 978-3-11-024766-4, S. 11–38.